# اینگریا (منطقه)
اینگریا یک منطقه تاریخی در شمال غربی روسیه اروپایی است. این سرزمین در امتداد ساحل جنوب شرقی خلیج فنلاند قرار دارد که با دریاچه لادوگا در باریکه کارلیا در شمال و با رودخانه ناروا در مرز با استونی در غرب هم‌مرز است. اولین مردم بومی شناخته شده این منطقه، ایژوریایی‌ها و ووتی‌ها که اکنون اکثراً ارتدوکس هستند و همچنین فنلاندی‌های اینگریایی هستند که از مهاجران فنلاندی لوتریان که در قرن هفدهم در این منطقه ساکن شدند، هستند.
اینگریا به‌طور کلی هرگز یک دولت مجزا تشکیل نداد، با این حال اینگریای شمالی برای کمتر از دو سال در سال‌های ۱۹۱۹–۱۹۲۰ یک دولت مستقل بود. اینگریایی‌ها که ساکنان اینگریا بدون توجه به قومیتشان شناخته می‌شوند، به سختی می‌توان گفت که یک ملت بوده‌اند، اگرچه اتحاد جماهیر شوروی «ملیت» آن‌ها را به عنوان یک قوم به رسمیت شناخته‌است. اینگریایی‌های بومی که ایژوریایی نامیده می‌شوند، همراه با زبان خود در حال انقراض هستند. با وجود این، بسیاری از مردم هنوز میراث اینگریایی خود را می‌شناسند.